# Smaug (zoologia)
Smaug Stanley, Bauer, Jackman, Branch & Le Fras Nortier Mouton, 2011 è un genere di sauri della famiglia Cordylidae, diffuso nell'Africa australe.

## Etimologia
Il genere prende il nome da Smaug, drago leggendario creato da J. R. R. Tolkien nel suo libro The Hobbit; secondo Tolkien il nome deriva dal tedesco antico smeugen che significa letteralmente "passare a forza attraverso un buco".

La specie tipo del genere è distribuita nella provincia del Free State (Sudafrica), regione natale di Tolkien.

## Tassonomia
Comprende le seguenti specie:
- Smaug breyeri (Van Dam, 1921)
- Smaug giganteus (Smith, 1844) - specie tipo
- Smaug mossambicus (Fitzsimons, 1958)
- Smaug regius (Broadley, 1962)
- Smaug vandami (Fitzsimons, 1930)
- Smaug warreni (Boulenger, 1908)